# Glenea griseoguttata
Glenea griseoguttata är en skalbaggsart som beskrevs av Charles Joseph Gahan 1897. Glenea griseoguttata ingår i släktet Glenea och familjen långhorningar.
Artens utbredningsområde är Sulawesi. Inga underarter finns listade i Catalogue of Life.